# Resultados do Carnaval de Niterói em 2024
Nesta página estão tabulados os Resultados do Carnaval de Niterói no ano de 2024. Pelo terceiro ano consecutivo os desfiles foram realizados no Caminho Niemeyer, no centro da cidade, na passarela do samba montada no pátio do Teatro Popular Oscar Niemeyer. Após dois anos seguidos de adiamento, pela primeira vez os desfiles aconteceram uma semana antes da data oficial do carnaval, nos dias 2 e 3 de fevereiro. Durante a preparação para os desfiles, o galpão onde fica os barracões de algumas agremiações no bairro do Barreto ficou alagado devido a um temporal que atingiu a cidade de Niterói. Diante dos prejuízos, as escolas chegaram a cogitar o adiamento dos desfiles em três semanas, mas a prefeitura e a Empresa Niteroiense de Esporte Lazer e Turismo (Neltur) confirmaram a realização do carnaval para as datas inicialmente marcadas.
A apuração das notas foi realizada na noite da terça-feira, dia 6 de fevereiro de 2024, no Praia Clube São Francisco. Aos 17 anos de existência, a Experimenta da Ilha conquistou seu primeiro título no Grupo A do carnaval niteroiense, 39 anos depois da extinta União da Ilha da Conceição ser campeã dos desfiles da cidade, em 1985. A escola realizou um desfile sobre lendas e tesouros das histórias de piratas. Magnólia Brasil e Alegria da Zona Norte somaram o mesmo número de pontos, ficando a seis décimos da Experimenta. Nos critérios de desempate, a Magnólia ficou com o vice-campeonato. Última colocada, a Sabiá foi rebaixada para a segunda divisão após 3 anos. A Império de Charitas venceu o Grupo B e foi promovida à primeira divisão pela primeira vez em sua história, realizando um desfile em homenagem ao centenário da Portela. A escola utilizou uma obra da cantora Mariene de Castro que fora derrotada na disputa de samba portelense para o carnaval de 2023. Tá Rindo por Quê? conquistou o título do Grupo C e subiu para o Grupo B, de onde foi rebaixada no ano anterior, com um enredo sobre a Escrava Anastácia.

## Grupo A
| Colocação | Escola                    | Enredo                                                                                       | Pontos | Situação                     |
| --------- | ------------------------- | -------------------------------------------------------------------------------------------- | ------ | ---------------------------- |
| 1.º       | Experimenta da Ilha       | Afastem-se Gabirus! Sou Pirata, guardião do meu tesouro!                                     | 179.0  | Campeã do carnaval de 2024   |
| 2.º       | Magnólia Brasil           | O dia em que o Lord visitou meu Paraíso                                                      | 178.4  | Bateria (20 pts)             |
| 3.º       | Alegria da Zona Norte     | Sou o sopro da força espiritual. A fala que faz. Sou Afoxé!                                  | 178.4  | Bateria (19.8 pts)           |
| 4.º       | Souza Soares              | Mãe Natureza, mais que princesa, Osùn é fertilidade e realeza                                | 178.2  |                              |
| 5.º       | Folia do Viradouro        | Fé para o que der e vier!                                                                    | 177.5  |                              |
| 6.º       | Unidos da Região Oceânica | Sua pureza mata a sede... Sua divindade lava a alma - Água, Seiva da Vida!                   | 177.4  |                              |
| 7.º       | Império de Araribóia      | Do fogo abrasador, às chamas da minha oração, salve São Lourenço! Meu santo, minha proteção! | 177.4  |                              |
| 8.º       | Sabiá                     | Filhas de Mãe Preta, Herança da Força Ancestral                                              | 176.8  | Rebaixada ao Grupo B em 2025 |

## Grupo B
| Colocação | Escola                          | Enredo                                                       | Pontos | Situação                              |
| --------- | ------------------------------- | ------------------------------------------------------------ | ------ | ------------------------------------- |
| 1.º       | Império de Charitas             | Portela! O infinito é teu lugar                              | 179.2  | Campeã e Promovida ao Grupo A em 2025 |
| 2.º       | Garra de Ouro                   | Terra de Araribóia, Turística por Natureza                   | 178.6  |                                       |
| 3.º       | Unidos do Sacramento            | Aruanã e o povo das águas claras                             | 178.5  | Harmonia (19.7 pts)                   |
| 4.º       | Banda Batistão                  | Nas veias do Brasil! Sou resistência, Sou Batistão           | 178.5  | Harmonia (19.5 pts)                   |
| 5.º       | Combinado do Amor               | Watuzi! A menina do Caramujo que encantou os palcos do mundo | 177.5  |                                       |
| 6.º       | Mocidade Independente de Icaraí | Uni-Duni-Tê, do sonho a fantasia                             | 175.7  |                                       |
| 7.º       | Paraíso da Bonfim               | Magaldi                                                      | 175.9  |                                       |
| 8.º       | Cacique da São José             | Yaça! A Força que brota da Floresta                          | 174.6  | Rebaixada ao Grupo C em 2025          |

## Grupo C
| Colocação | Escola             | Enredo                                                                                    | Pontos | Situação                              |
| --------- | ------------------ | ----------------------------------------------------------------------------------------- | ------ | ------------------------------------- |
| 1.º       | Tá Rindo por Quê?  | Princesa Bantu, escrava ou santa? Anastácia do Brasil?                                    | 178.4  | Campeã e Promovida ao Grupo B em 2025 |
| 2.º       | Galo de Ouro       | O céu não é o limite para quem quer sonhar! Asas de um sonho! Na busca incessante de voar | 177.7  |                                       |
| 3.º       | Balanço do Fonseca | Balanço Conta e Canta: Niterói, 450 Anos de História                                      | 177.1  |                                       |
| 4.º       | Bem Amado          | Senhora do céu rosado, Iansã! A deusa da transformação                                    | 175.4  |                                       |